# 刁金祥
刁金祥（1935年11月—2022年12月11日），男，山东聊城人，中华人民共和国政治人物，曾任成都市人民政府市长，四川省人民政府副省长，中国市长协会副会长。